# Asparagus albus
Asperge blanche
Espèce
Classification phylogénétique
Asparagus albus, l’Asperge blanche, est une espèce de plantes à fleurs de la famille des Asparagaceae. C'est une asperge sauvage méditerranéenne.

## Description
C'est un arbuste dense et buissonnant de 50 cm à 1,10 m dont les tiges et les ramifications, anguleuses et flexibles, sont couvertes d'épines.
Les fleurs sont blanches, odorantes avec des anthères violettes.

## Habitat
Rocailles, éboulis.

## Pharmacopée
Dans cette étude, des extraits éthanoliques de feuilles, de péricarpes et de rhizomes d’Asparagus albus ont été étudiés pour leur composition phytochimique, antioxydant (dosages DPPH et FRAP), antimicrobien contre les isolats pathogènes humains et activités cytotoxiques (carcinome des cellules du côlon humain).
La teneur la plus élevée en flavonoïdes a été obtenue dans l'extrait de feuille suivi du péricarpe, mais aucun flavonoïde n'a été détecté dans le rhizome. Cependant, le rhizome avait une forte concentration de saponines. L'extrait de péricarpe éthanolique s'est avéré présenter une activité antioxydante plus élevée que les extraits de rhizome et de feuilles. De plus, le rhizome avait une activité cytotoxique plus évidente contre les cellules du côlon humain que les feuilles et le péricarpe.
Tous les extraits ont montré des degrés variables d'activité antimicrobienne contre la plupart des isolats pathogènes humains. De plus, les feuilles ont montré des activités inhibitrices plus puissantes contre le nombre maximal de bactéries et tous les champignons isolés et l'activité la plus élevée était dans l'extrait de péricarpe contre Pseudomonas aeruginosa (MDR) multirésistant et Streptococcus agalactiae (ER) érythromycine résistant avec une zone d'inhibition de 21 mm et 19 mm, respectivement.
Les résultats montrent que A. albus pourrait être une nouvelle culture d'intérêt pharmaceutique car sa richesse en composés bioactifs apporte des bénéfices considérables pour la santé humaine.

## Dénominations
- En français : Asperge blanche[2],[3],[4], Asperge à tiges blanches
- En espagnol (castillan) : esparraguera, esparraguera amarguera, esparraguera blanca, esparraguera de monte, esparraguera española, esparraguera peñera, esparraguera peñonera, espárrago, espárrago amarguero, espárrago blanco, espárrago de peñas, espárrago de piedra, espárrago de trigo, espárragos bordes, espárragos trigueros, espárrago triguero, gamón, gamones, gamonita, gamonitos.

## Systématique
Le nom correct complet (avec auteur) de ce taxon est Asparagus albus L..
Asparagus albus a pour synonymes :
- Asparagopsis alba (L.) Kunth
- Asparagus pallidus Salisb.